# Harry Potter og Fønixordenen
|  | Denne artikel omhandler romanen. For filmen, se Harry Potter og Fønixordenen (film) |
Harry Potter og Fønixordenen er den femte bog i J.K. Rowlings serie på syv bøger om Harry Potter. Bogen udkom i 2003 og solgte allerede på udgivelsesdagen 7 millioner eksemplarer alene i USA og Storbritannien.

## Handling
Under endnu en sommer med hans tante Petunia og onkel Vernon bliver, Harry Potter og Dudley angrebet af Dementorer. Efter at have brugt magi til at redde dem bliver Harry smidt ud fra Hogwarts, men beslutningen bliver senere trukket tilbage. Harry bliver i al hast reddet væk fra familien Dursley af en gruppe troldmænd (inklusive den rigtige Skrækøje Dunder, Remus Lupus og flere nye personer, herunder Nymphadora Tonks, en ung heks der også er metamorphmagus [en troldmand der kan ændre hans/hendes udseende uden brug af magi], og Kingo Sjækelbolt, der er auror) til et hus beliggende på Grumsted Plads Nr. 12, som er hans gudfar Sirius Blacks hjem. Huset fungerer også som hovedkvarter for Fønixordenen, hvor både Hr. og fru Weasley, Skrækøje, Lupus og Black er medlemmer af. Ron Weasley og Hermione Granger forklarer at Fønixordenen er en hemmelig organisation ledet af Hogwarts rektor, Albus Dumbledore, som kæmper mod Voldemort og hans dødsgardister. Fra medlemmer af ordenen finder Harry og de andre ud af, at Voldemort forsøger at finde en genstand som han ikke havde da han sidst blev besejret, og de antager at det er et våben af en slags. Harry finder også ud af, at Ministeriet for magi, der ledes af Cornelius Fudge, nægter at anerkende Voldemorts genkomst, fordi det vil medføre en masse besvær for ministeriet. Ministeriet står tilmed bag en smædekampagne mod Harry og Dumbledore.
Da han kommer til Hogwarts lærer Harry at Dolora Nidkjær, som egentligt arbejder for Ministeriet for Magi og Fudge, skal undervise i Forsvar mod Mørkets Kræfter. Nidkjær og Harry kommer op at skændes, da hun ligesom resten af ministeriet nægter at tro på, at Voldemort er vendt tilbage. Hun straffer Harry for at være oprørsk ved at få ham til at skrive "Jeg må ikke lyve" med en forbandet fjerpen, der skærer sætningen ind i hans hånd. Hun nægter også at lære eleverne at udføre enhver form for forsvarsbesværgelser, hvilket får Harry, Hermione og Ron til at danne deres egen gruppe, der skal lære eleverne (fra Gryffindor, Ravenclaw og Hufflepuff) om forsvar mod mørkets kræfter, som de kalder Dumbledores Armé. Mange studerende deltager, inklusive Neville Longbottom, Fred og George Weasley, Ginny Weasley og Luna Lovegood. De har svært ved at finde et sted at øve sig, men efter at Dobby gør Harry opmærksom på fornødenhedsrummet, kommer dette til at blive stedet hvor gruppen mødes og lærer forskellige besværgelser til at forsvare sig med under Harrys vejledning.
Imens er Rubeus Hagrid endnu ikke vendt tilbage fra den hemmelige mission som Dumbledore gav ham i slutningen af sidste bog, og han er fraværende hele det første semester. Da han endelig kommer tilbage finder Harry, Ron og Hermione ud af, at hans mission hovedsageligt er mislykkedes, og at den gik ud på at stoppe de sidste kæmper i at slutte sig til Voldemort. Professor Nidkjær har fået skaffet sig gradvist mere magt og indflydelse på skolen, og hun begynder regelmæssigt at inspicere Hagrids undervisning i Magiske Dyrs Pasning og Pleje, og det står klart, at hun forsøger at komme af med ham.
En nat får Harry et syn igennem Voldemorts slange, Naginis øjne (der er besat af Voldemort), som angriber Rons far, Arthur Weasley. Harry informerer Professor McGonagall og Dumbledore om synet, og Hr. Weasley bliver reddet. Dumbledore sørger for, at Harry kan tage okklumensi-timer hos Professor Snape for at beskytte ham for yderligere invasioner fra Voldemort.
Nidkjær formår endelig at fyre Professor Trelawney, der underviser i spådom, og hun bliver rasende, da Dumbledore underminerer hende ved dels at ansætte kentauren Firenze i stedet og dels tilmed lade Trelawney blive boende på skolen. Kort efter får Nidkjær et tip om Dumbledors Armé fra Marietta Edgecombe, hvilket aktiverer en forbandelse som Hermione har kastet, som skæmmer hendes ansigt. På trods af Dobbys advarsel bliver gruppen fanget og får problemer med Fudge. Da Dumbledore straks tager ansvar for den illegale organisation bliver han tvunget til at forlade skolen og gå under jorden. Nidkjær bliver rektor, og Fred og George skaber kaos omkring på skolen for at tage hævn.
Under en okklumensi-time bliver Snape pludseligt kaldt væk, og Harry er alene i hans kontor, hvor han finder hans mindekar, og hvori Harry ser et minde af Snapes tid som elev på Hogwarts. Harry oplever sin far, James Potter og Sirius, der driller Snape. Snape fanger Harry og bliver rasende. Han nægter at fortsætte med lektionerne. I frustration taler Harry med Lupus og Sirius ved hjælp af susepulver som han bruger i Nidkjærs kontor, mens Fred og George laver en afledningsmanøvre. Tvillingerne forlader Hogwarts for at starte en spøg og skæmt butik i Diagonalstræde.
Hagrid antager, at han er den næste lærer, som vil blive fyret af Nidkjær nu da hun er blevet rektor, og han erkender derfor til Harry, Ron og Hermione, at han har bragt sin halvbror, halvkæmpen Graup, til Hogwarts, og har skjult ham i Den Forbudte Skov med intentionen om at introducere ham for menneskenes samfund. Hagrid beder de tre om at tage sig af Graup, hvis han må forlade skolen. Nidkjær leder snart en gruppe aurorer til Hagrids hytte og angriber ham om natten. Hagrid slipper bort og flygter fra skolen. McGonagall, der forsøger at stoppe volden, bliver slemt såret og ender på Skt. Mungos Hospital.
På den sidste dag af U.G.L.-eksamen får Harry et syn af Sirius, der bliver tortureret af Voldemort i Mysteriedepartementet. For at finde ud af, om synet var ægte, forsøger han igen at kommunikere med Fønixordenens hovedkvarter via Nidkjærs ildsted, og Kræ når at fortælle ham, at Sirius er i Ministeriet, inden at Nidkjær fanger Harry og hans venner. Snape bliver tilkaldt for at give ham Veritaserum (et sandhedsserum) for at udspørge Harry, men han påstår, at han ikke har mere tilbage. Harry kommer i tanke om, at Snape også er medlem af Fønixordenen, og han giver ham derfor en kryptisk advarsel om Sirius' skæbne, men Snape påstår overfor Nidkjær, at han ikke forstår den.
Nidkjær beslutter at benytte den ulovlige doloroso-forbandelse på Harry, for at få ham til at afsløre Sirius' gemmested. Hun afslører også, at det var hende som beordrede dementor-angrebet inden skoleårets begyndelse, for at få ham gjort tavs. Hermione blander sig, og for at lave en afledningsmanøvre overbeviser hun Nidkjær om, at de skjuler et våben for Dumbledore i Den Forbudte Skov. Harry og Hermione leder hende ud i det område af skoven, som er beboet af kentaurer, og Nidkjær provokerer dem, så de tager hende til fange. De bliver dog rasende da de finder ud af, at Hermione har brugt dem til at hjælpe hende selv og Harry, men Graup ankommer lige i tide til at gå i lag med kentaurerne, hvilket tillader Harry og Hermione at flygte.
Luna, Ron, Ginny og Neville slutter sig til dem i skoven, og alle seks flyver til ministeriet på thestral, for at finde og redde Sirius. Da de ankommer til Mysteriedepartementet indser Harry, at hans syn var falskt og plantet af Voldemort. Han finder dog en glas-sfære, som bærer hans og Voldemorts navne. Dødsgardisterne, ledet af Lucius Malfoy, angriber for at sikre sfæren der indeholder en profeti, der omhandler Harry og Voldemort, og det bliver afsløret, at det var denne genstand, som Voldemort hele tiden havde forsøgt at få fat i, da han tror, at han missede noget, da han første gang hørte den. Lucius forklarer at det kun er dem, som profetien omhandler, der kan tage den fra hylden. Harry og hans venner får snart efter selskab af Fønixordenen, der påbegynder en kamp med dødsgardister, hvor Bellatrix Lestrange dræber Sirius og Voldemort ankommer personligt for at dræbe Harry, men Dumbledore redder ham og kæmper mod Voldemort. Under duellen forsøger Voldemort at besætte Harry i et forsøg på at få Dumbledore til at dræbe Harry, men han kan af uvisse årsager ikke gøre det. Han forsvinder, da Cornelius Fudge ankommer, og Fudge indser for første gang, at Voldemort virkelig er tilbage.
Tilbage på Dumbledores kontor forklarer han, at Snape trods alt forstod Harrys kryptiske besked, og at han efterfølgende havde kontaktet Sirius og havde fundet ud af, at han stadig var på Grumsted Plads. Da Harry ikke var vendt tilbage fra Den Forbudte Skov havde han regnet ud, at han var taget afsted, og Snape havde alarmeret ordenen, så de kunne redde Harry og hans venner. Det bliver afsløret, at Kræ i juleferien havde fortolket en besked fra Sirius om at forlade huset, så han kunne tage til Lucius Malfoys kone Narcissa Malfoy og fortalte dem om Harrys og Sirius' tætte bånd. Voldemort havde efterfølgende fundet ud af, at han kunne udnytte dette, og havde lokket Harry til Mysteriedepartementet ved at lade ham tro, at Sirius var i fare.
Dumbledore forklarer profetien: Inden at Harry blev født havde Professor Trelawney forudset, at der ville blive født en dreng, som havde evnen til at besejre Voldemort, og at han ville blive mærket af Voldemort, samt have kræfter som han ikke kendte til. Derudover forudså hun, at den ene måtte dræbe den anden "for ingen kan leve mens den anden overlever". Voldemort havde fået nys om profetien og havde efterfølgende forsøgt at dræbe Harry, da han troede at han kunne forhindre den i at gå i opfyldelse, uden at være klar over, at han derved gav Harry evnen til at lade den gå i opfyldelse. Dumbledore fortæller Harry, at han skal tilbage til familien Dursley, da de ved at tage imod ham i deres hjem besegler den beskyttelse som Harrys mor gav ham gennem sin ofring, idet Petunia er Lilys søster. Så længe han er der, kan Voldemort og hans tilhængere ikke røre ham.
Harry accepterer profetiens ansvar, men sørger over tabet af sin gudfar. Luna trøster ham og fortæller ham om hende og hendes fars tro på himmelen. Harry finder et lille håndspejl på sin sovesal, som var en gave fra Sirius. Han indser at Sirius ikke ville have at han skulle være bedrøvet, og beslutter sig for at fortsætte kampen mod Voldemort.